# Young Blood (The Naked And Famous)
Young Blood is een nummer van de Nieuw-Zeelandse indierockgroep The Naked and Famous. Het lied is geschreven door Thomas Powers, Aaron Short en Alisa Xayasith. Het lied werd uitgebracht als muziekdownload op 7 juni 2010.

## Hitnoteringen

### NederlandseSingle Top 100
| Positie: | 59 | 67 | 85 | 88 | 93 | 91 | 92 | 78 | uit |